# Jumigny
Jumigny est une commune française située dans le département de l'Aisne, en région Hauts-de-France.

## Géographie

### Localisation
Jumigny est un village du Laonnois dans l'Aisne, situé en vallée et dominé par quelques massifs boisés, dans l'espace compris entre l'Aisne, distante d'un à deux kilomètres au sud, et le Chemin des Dames, qui se trouve deux à trois kilomètres vers le nord.
Il se trouve à 29 km au nord-ouest de Reims, 29 km à l'est de Soissons et 19 km au sud-est de Laon.

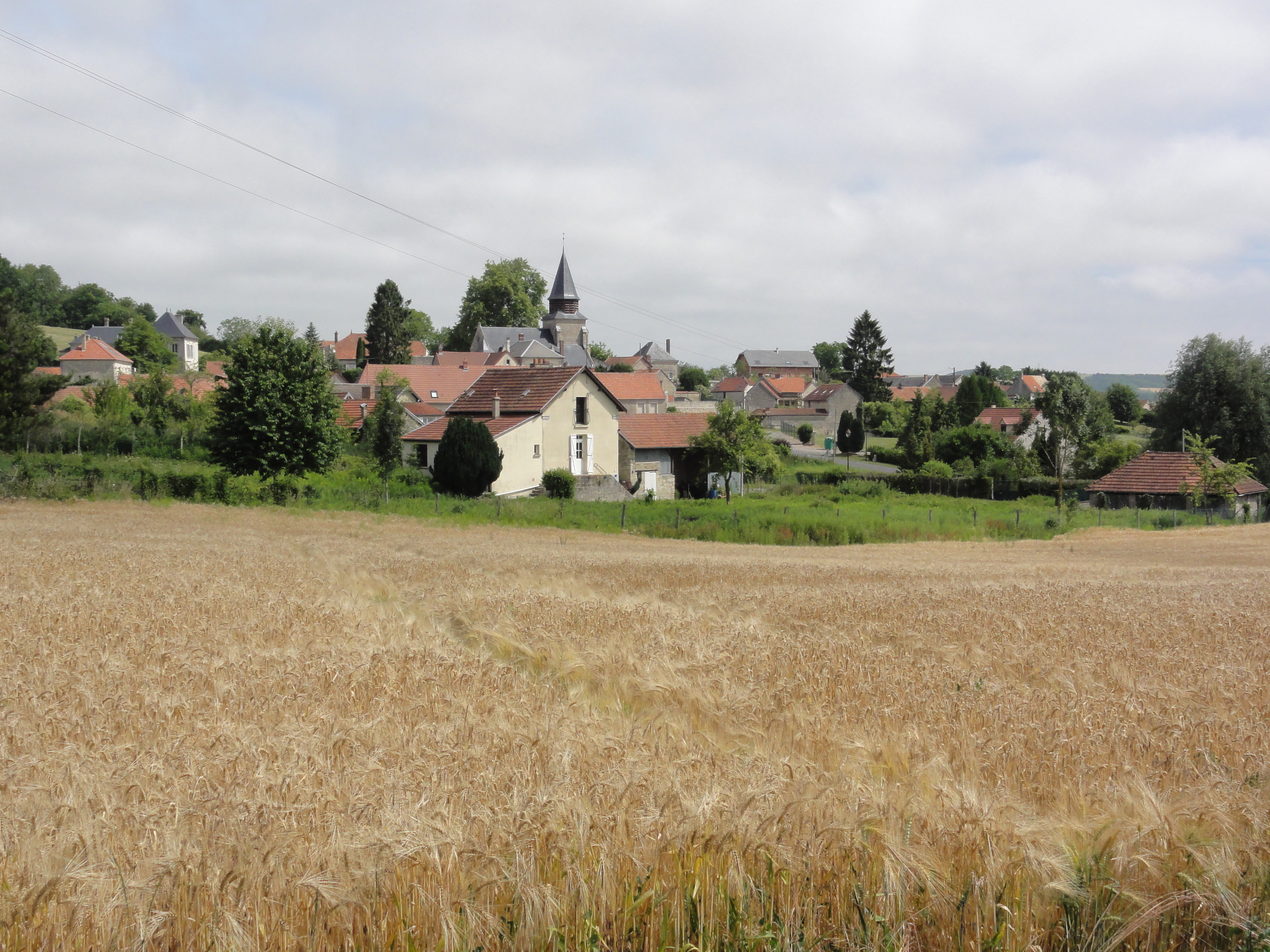
Vue du village.
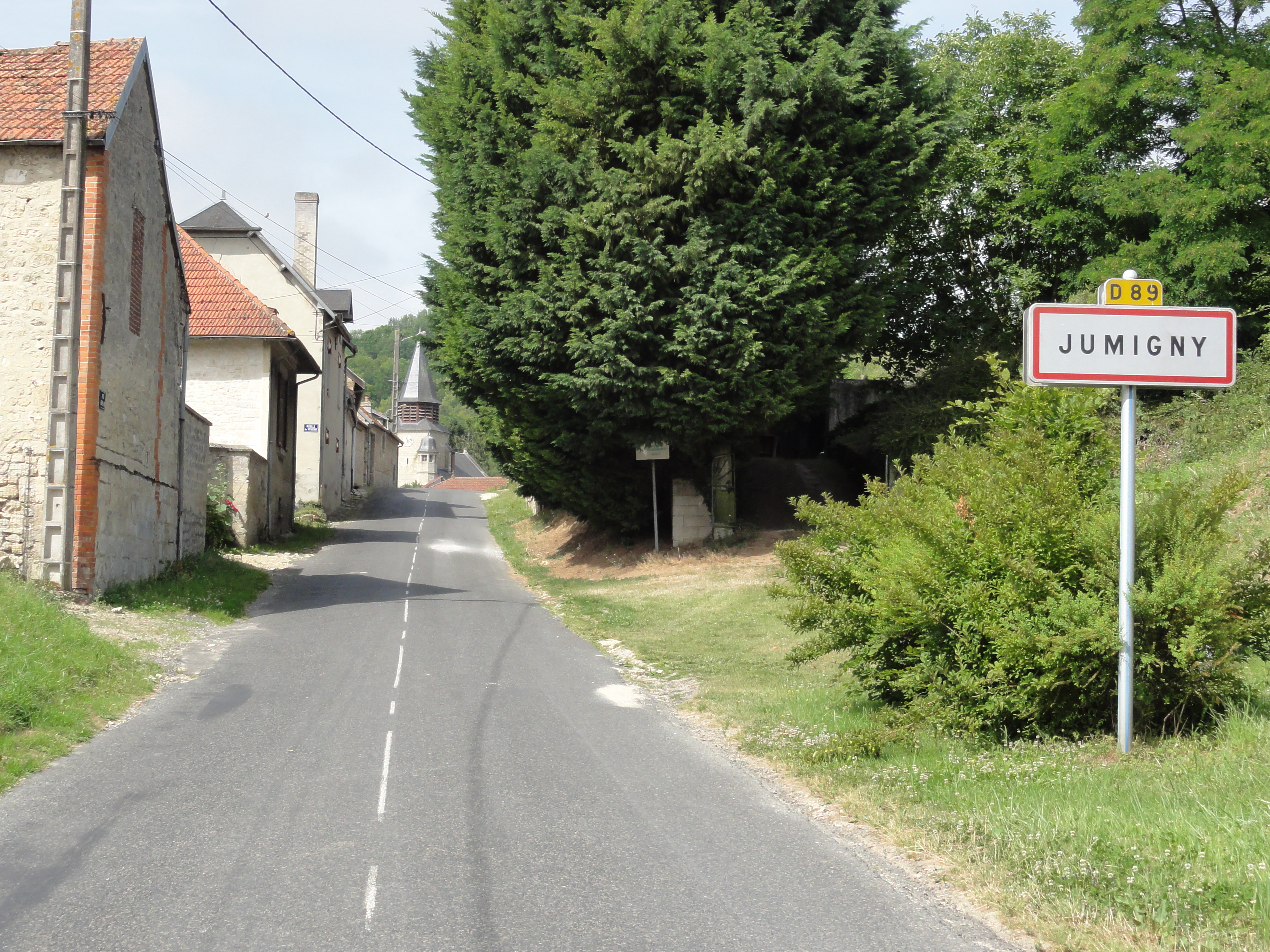
Entrée de Jumigny.

### Communes limitrophes
Les communes limitrophes de Jumigny sont Cuissy-et-Geny au sud et à l'ouest, Vassogne au nord et Beaurieux à l'est.

### Hydrographie

#### Réseau hydrographique
La commune est située dans le bassin Seine-Normandie. Elle est drainée par le cours d'eau 01 de la Pierre Trouée, le cours d'eau 01 du Moulin Bilat, le fossé des Sables et le Tordoir,,.

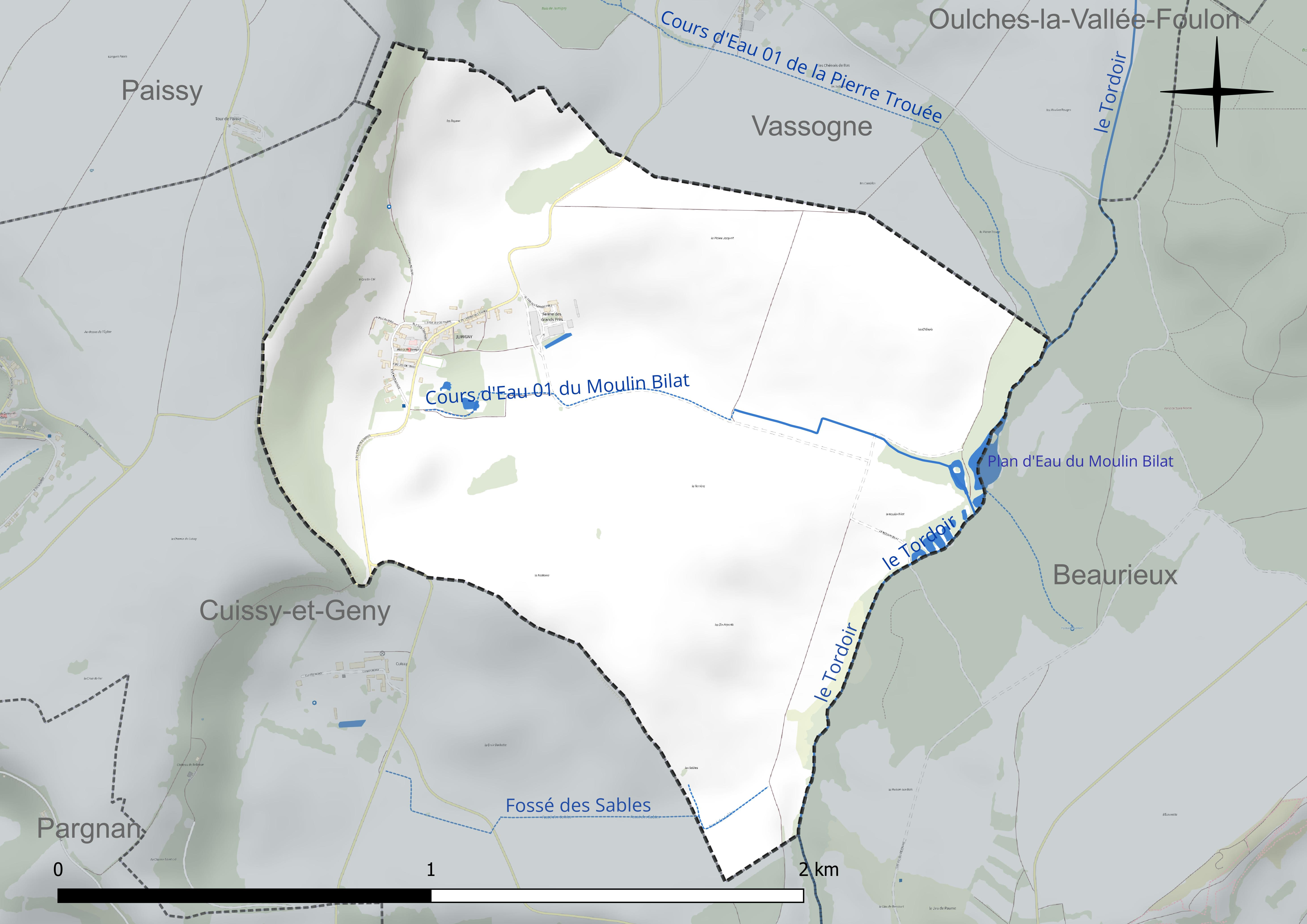
Réseau hydrographique de Jumigny.

Un plan d'eau complète le réseau hydrographique : le plan d'eau du Moulin Bilat, d'une superficie totale de 1,2 ha (0,6 ha sur la commune),.

#### Gestion et qualité des eaux
Le territoire communal est couvert par le schéma d'aménagement et de gestion des eaux (SAGE) « Aisne Vesle Suippe ». Ce document de planification, dont le territoire s'étend sur 3 096 km2 répartis sur trois départements (Aisne, Marne et Ardennes) et deux régions (Champagne-Ardenne et Picardie), a été approuvé le 16 décembre 2013. La structure porteuse de l'élaboration et de la mise en œuvre est le Syndicat d'aménagement des bassins Aisne Vesle Suippe (SIABAVES).
La qualité des cours d'eau peut être consultée sur un site spécial géré par les agences de l'eau et l'Agence française pour la biodiversité.

### Climat
Pour des articles plus généraux, voir Climat des Hauts-de-France et Climat de l'Aisne.
En 2010, le climat de la commune est de type climat océanique dégradé des plaines du Centre et du Nord, selon une étude du CNRS s'appuyant sur une série de données couvrant la période 1971-2000. En 2020, Météo-France publie une typologie des climats de la France métropolitaine dans laquelle la commune est exposée à un climat océanique altéré et est dans la région climatique Nord-est du bassin Parisien, caractérisée par un ensoleillement médiocre, une pluviométrie moyenne régulièrement répartie au cours de l'année et un hiver froid (3 °C).
Pour la période 1971-2000, la température annuelle moyenne est de 10,3 °C, avec une amplitude thermique annuelle de 15,7 °C. Le cumul annuel moyen de précipitations est de 730 mm, avec 12,2 jours de précipitations en janvier et 8,7 jours en juillet. Pour la période 1991-2020, la température moyenne annuelle observée sur la station météorologique la plus proche, située sur la commune de Martigny-Courpierre à 9 km à vol d'oiseau, est de 10,7 °C et le cumul annuel moyen de précipitations est de 734,4 mm,. Pour l'avenir, les paramètres climatiques de la commune estimés pour 2050 selon différents scénarios d'émission de gaz à effet de serre sont consultables sur un site spécial publié par Météo-France en novembre 2022.

## Urbanisme

### Typologie
Au 1er janvier 2024, Jumigny est catégorisée commune rurale à habitat dispersé, selon la nouvelle grille communale de densité à 7 niveaux définie par l'Insee en 2022.
Elle est située hors unité urbaine. Par ailleurs la commune fait partie de l'aire d'attraction de Reims, dont elle est une commune de la couronne,. Cette aire, qui regroupe 294 communes, est catégorisée dans les aires de 200 000 à moins de 700 000 habitants,.

### Occupation des sols
L'occupation des sols de la commune, telle qu'elle ressort de la base de données européenne d'occupation biophysique des sols Corine Land Cover (CLC), est marquée par l'importance des territoires agricoles (87,7 % en 2018), une proportion identique à celle de 1990 (87,7 %). La répartition détaillée en 2018 est la suivante : 
terres arables (77,6 %), forêts (12,3 %), zones agricoles hétérogènes (10,1 %).
L'évolution de l'occupation des sols de la commune et de ses infrastructures peut être observée sur les différentes représentations cartographiques du territoire : la carte de Cassini (XVIIIe siècle), la carte d'état-major (1820-1866) et les cartes ou photos aériennes de l'IGN pour la période actuelle (1950 à aujourd'hui).

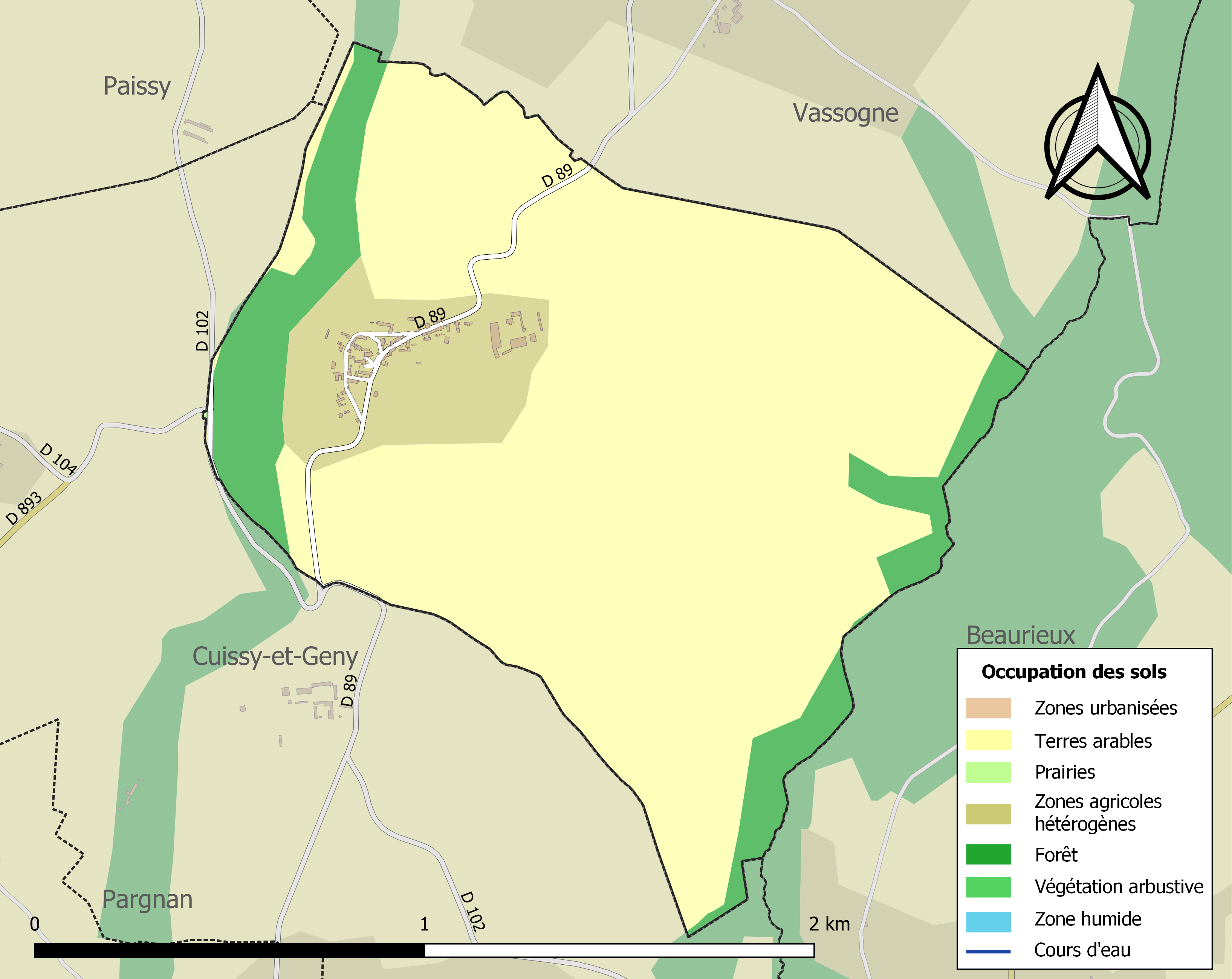
Carte de l'occupation des sols de la commune en 2018 (CLC).

### Morphologie urbaine
Jumigny est composé d'une rue principale orientée du  sud-ouest au nord-est, à laquelle sont adjacentes quelques rues et ruelles.

### Habitat et logement
En 2019, le nombre total de logements dans la commune était de 38, alors qu'il était de 37 en 2014 et de 38 en 2009.
Parmi ces logements, 73,4 % étaient des résidences principales, 24 % des résidences secondaires et 2,7 % des logements vacants. Ces logements étaient pour 94,7 % d'entre eux des maisons individuelles et pour 0 % des appartements.
Le tableau ci-dessous présente la typologie des logements à Jumigny en 2019 en comparaison avec celle de l'Aisne et de la France entière. Une caractéristique marquante du parc de logements est ainsi une proportion de résidences secondaires et logements occasionnels (24 %) supérieure à celle du département (3,5 %) et à celle de la France entière (9,7 %). Concernant le statut d'occupation de ces logements, 85,7 % des habitants de la commune sont propriétaires de leur logement (80 % en 2014), contre 61,6 % pour l'Aisne et 57,5 pour la France entière.
| Typologie                                               | Jumigny | Aisne | France entière |
| ------------------------------------------------------- | ------- | ----- | -------------- |
| Résidences principales (en %)                           | 73,4    | 86,5  | 82,1           |
| Résidences secondaires et logements occasionnels (en %) | 24      | 3,5   | 9,7            |
| Logements vacants (en %)                                | 2,7     | 9,9   | 8,2            |

## Toponymie
Le village a porté le nom de Jumigniacum (1212) ; Jumigni (XIIIe siècle) ; Jumegny (1460).

## Histoire

### Antiquité
Le village était traversé par la voie romaine reliant Metz à Laon.

### Moyen Âge
Jumigny a fait partie de l'ancienne commune du Laonnois qui existait entre 1174 à 1190 et groupait 18 paroisses et hameaux.

### Époque contemporaine
A la fin du XIXe siècle, l'arrachage des vignes cause la baisse de la population.

#### Première Guerre mondiale
Le village est totalement détruit pendant la Première Guerre mondiale, à l'automne 1917, à la fin de la bataille du Chemin des Dames.
Il a été décoré de la Croix de guerre 1914-1918 le 17 octobre 1920.
D´après le plan d´alignement de 1922, la rue principale est élargie pendant la Reconstruction et se poursuit désormais, en bas du village, pour rejoindre la route menant à Beaurieux. Le village n´a pas été entièrement reconstruit, laissant des dents creuses entre certaines maisons et des restes de substructions d'avant-guerre.

## Politique et administration

### Rattachements administratifs et électoraux

#### Rattachements administratifs
La commune se trouve dans l'arrondissement de Laon du département de l'Aisne.
Elle faisait partie depuis 1801 du canton de Craonne. Dans le cadre du redécoupage cantonal de 2014 en France, cette circonscription administrative territoriale a disparu, et le canton n'est plus qu'une circonscription électorale.

#### Rattachements électoraux
Pour les élections départementales, la commune fait partie depuis 2014 du canton de Villeneuve-sur-Aisne.
Pour l'élection des députés, elle fait partie de la première circonscription de l'Aisne.

### Intercommunalité
Jumigny est membre de la communauté de communes du Chemin des Dames, un établissement public de coopération intercommunale (EPCI) à fiscalité propre créé  fin 1995  et auquel la commune a transféré un certain nombre de ses compétences, dans les conditions déterminées par le code général des collectivités territoriales.

### Administration municipale
Le nombre d'habitants de la commune étant inférieur à 100, le nombre de membres du conseil municipal est de 7.

### Liste des maires
| Période                                  | Période                       | Identité            | Étiquette | Qualité                                   |
| ---------------------------------------- | ----------------------------- | ------------------- | --------- | ----------------------------------------- |
| Les données manquantes sont à compléter. |                               |                     |           |                                           |
| avant 1981                               |                               | Jean-Louis Pamart   | DVD       |                                           |
| Les données manquantes sont à compléter. |                               |                     |           |                                           |
| mars 2001                                | mars 2014                     | Jacqueline Pamart   |           |                                           |
| mars 2014                                | En cours (au 12 juillet 2020) | Matthias Carpentier | SE        | Professeur Réélu pour le mandat 2020-2026 |

## Démographie
L'évolution du nombre d'habitants est connue à travers les recensements de la population effectués dans la commune depuis 1793. Pour les communes de moins de 10 000 habitants, une enquête de recensement portant sur toute la population est réalisée tous les cinq ans, les populations de référence des années intermédiaires étant quant à elles estimées par interpolation ou extrapolation. Pour la commune, le premier recensement exhaustif entrant dans le cadre du nouveau dispositif a été réalisé en 2008.

En 2022, la commune comptait 62 habitants, en évolution de −3,12 % par rapport à 2016 (Aisne : −1,97 %, France hors Mayotte : +2,11 %).
| 1793 | 1800 | 1806 | 1821 | 1831 | 1836 | 1841 | 1846 | 1851 |
| ---- | ---- | ---- | ---- | ---- | ---- | ---- | ---- | ---- |
| 326  | 314  | 317  | 368  | 326  | 304  | 281  | 266  | 271  |

| 1856 | 1861 | 1866 | 1872 | 1876 | 1881 | 1886 | 1891 | 1896 |
| ---- | ---- | ---- | ---- | ---- | ---- | ---- | ---- | ---- |
| 240  | 242  | 217  | 203  | 211  | 174  | 169  | 167  | 165  |

| 1901 | 1906 | 1911 | 1921 | 1926 | 1931 | 1936 | 1946 | 1954 |
| ---- | ---- | ---- | ---- | ---- | ---- | ---- | ---- | ---- |
| 172  | 149  | 150  | 62   | 86   | 78   | 94   | 72   | 93   |

| 1962 | 1968 | 1975 | 1982 | 1990 | 1999 | 2006 | 2008 | 2013 |
| ---- | ---- | ---- | ---- | ---- | ---- | ---- | ---- | ---- |
| 87   | 77   | 71   | 68   | 60   | 68   | 70   | 70   | 62   |

| 2018 | 2022 | - | - | - | - | - | - | - |
| ---- | ---- | - | - | - | - | - | - | - |
| 65   | 62   | - | - | - | - | - | - | - |

## Culture locale et patrimoine

### Lieux et monuments
- Église Saint-Pierre de Jumigny du XIIe siècle avec des peintures romanes, église fortifiée.

L'église Saint-Pierre
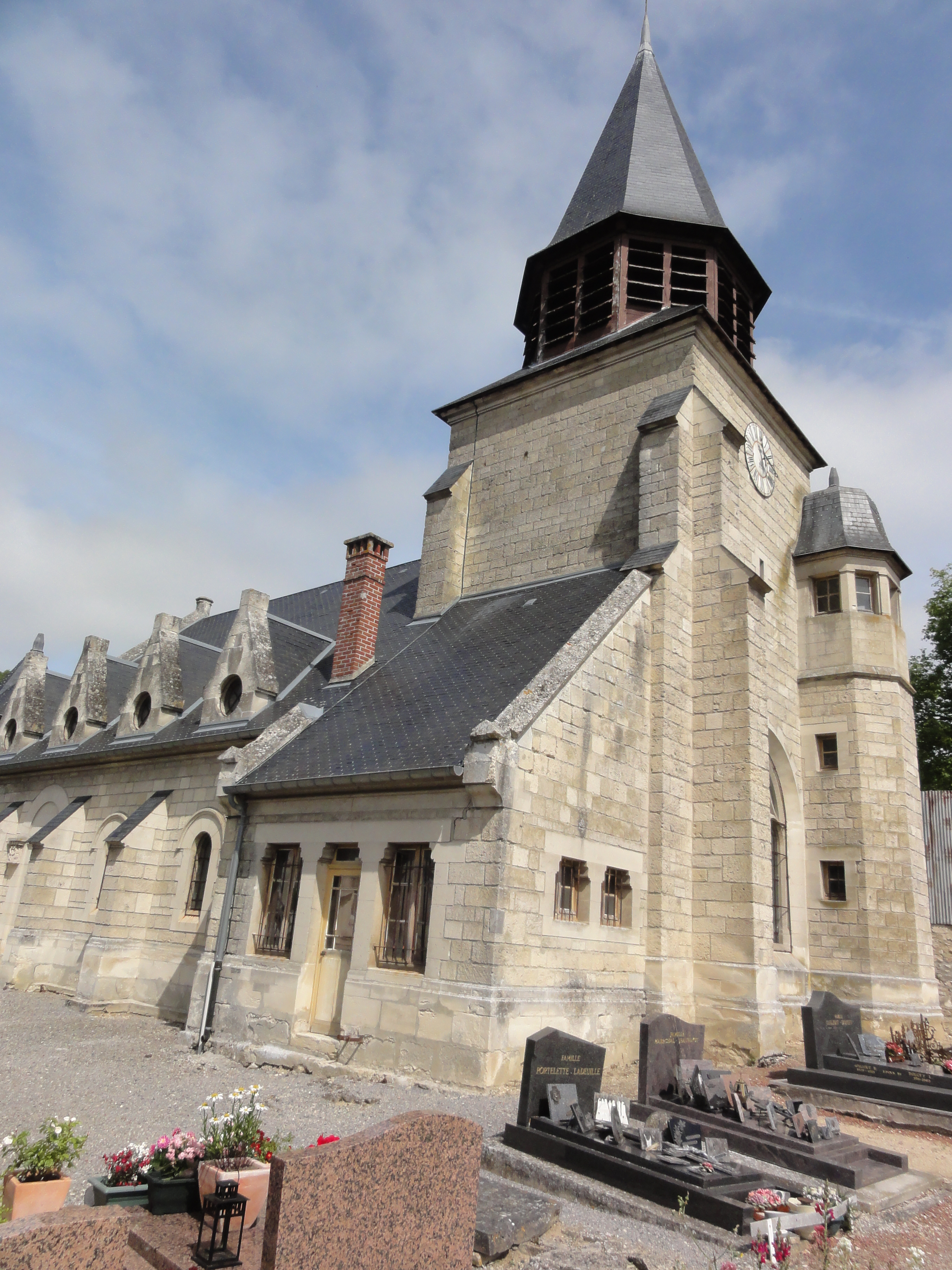
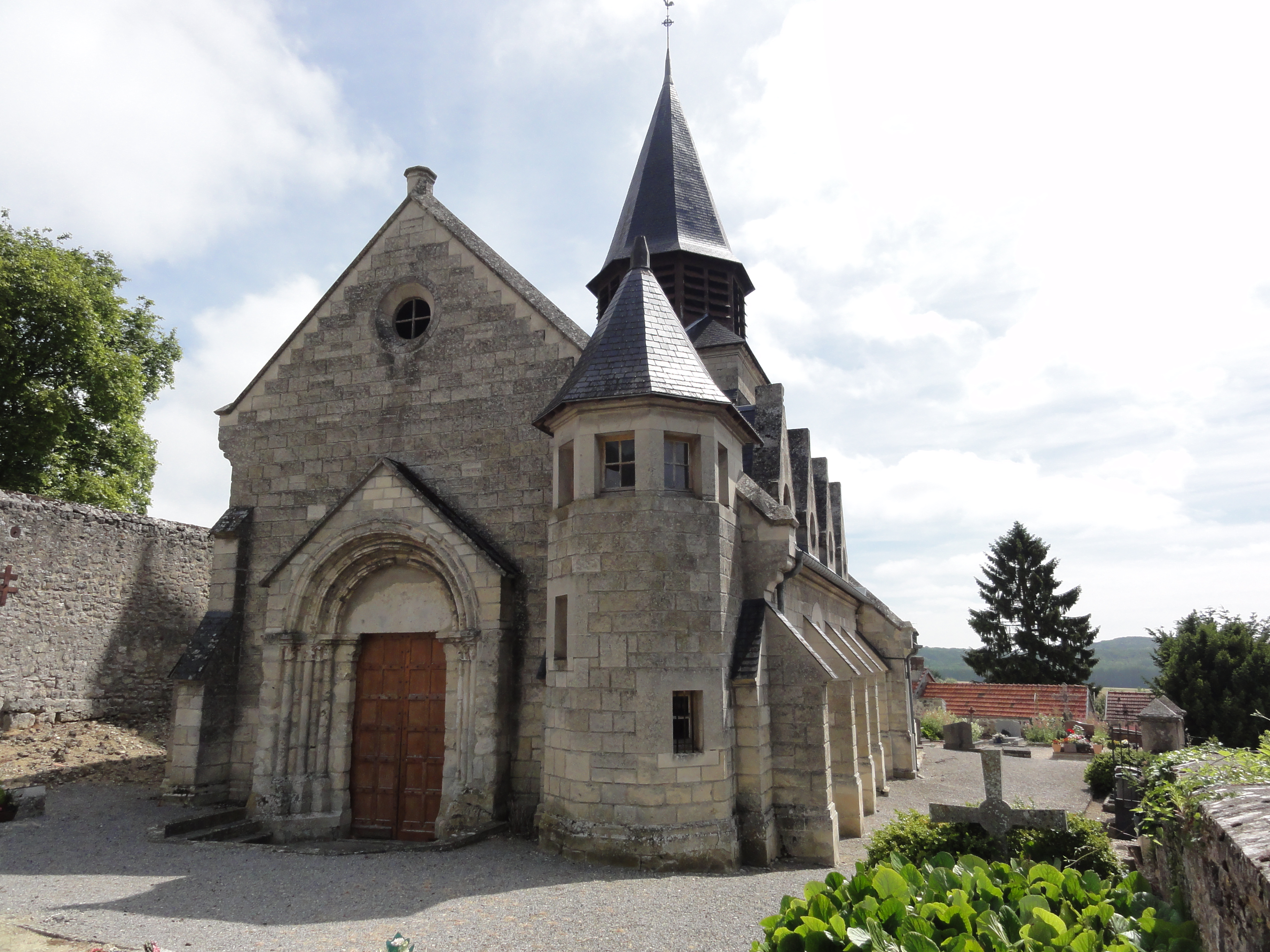
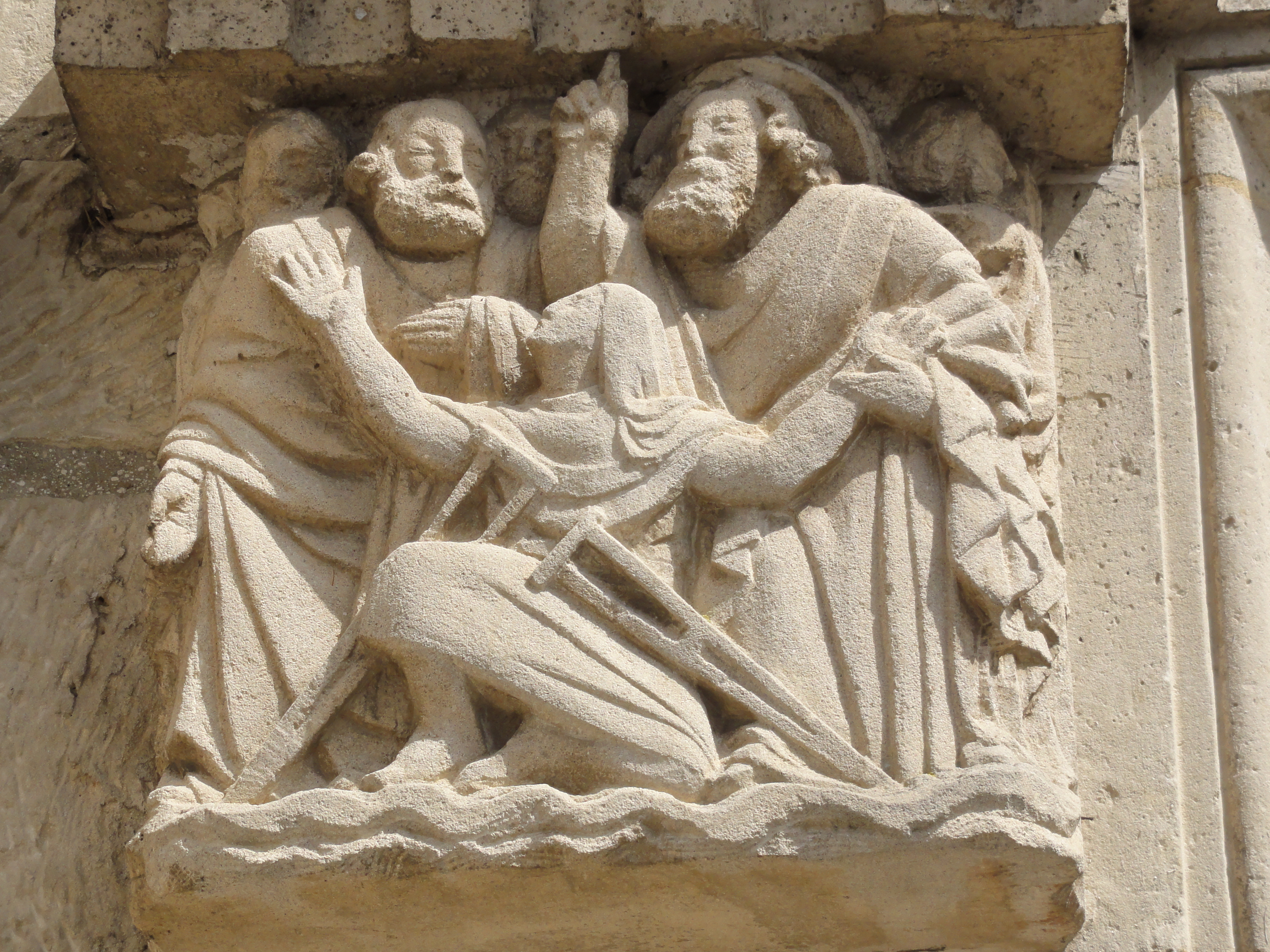
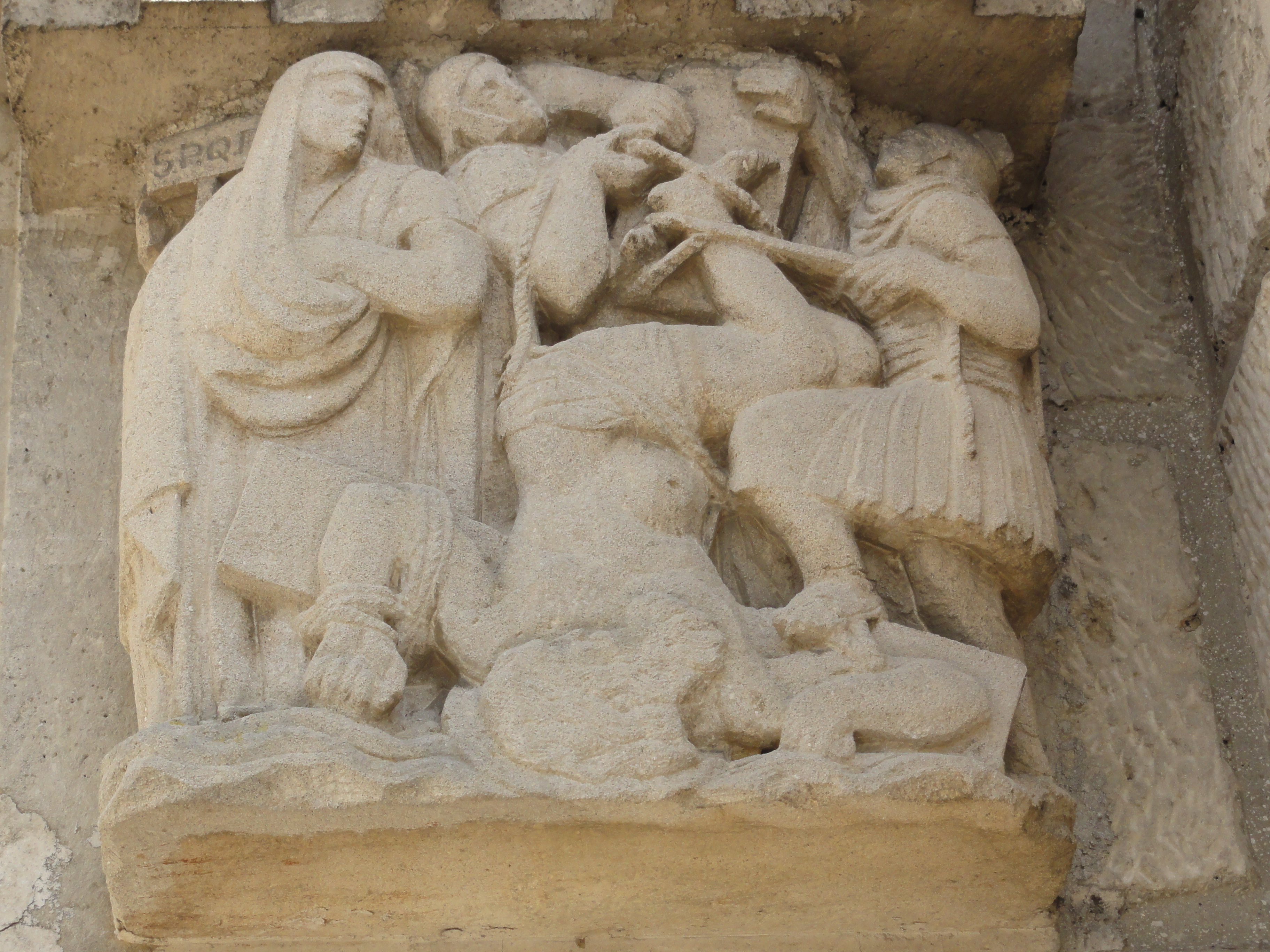

- Monument aux morts commémorant des victimes civiles et des soldats morts pour la France de la guerre 1939-1945.
- Quelques croix de chemin. Le socle de celle situé devant le château daterait du XVIIIe siècle.
- Anciens vendangeoirs, qui ont survécu à la Première Guerre mondiale.

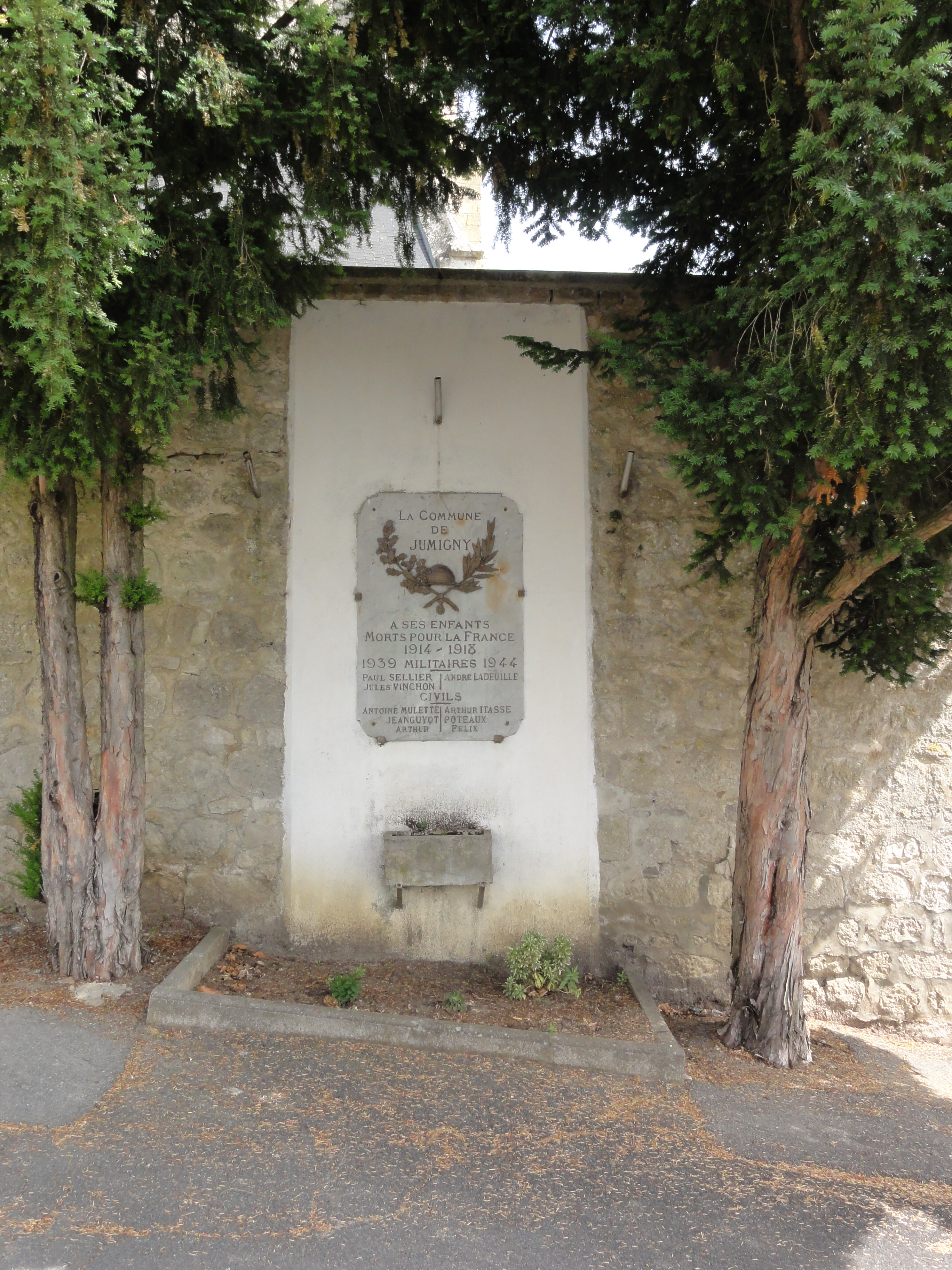
Monument aux morts.
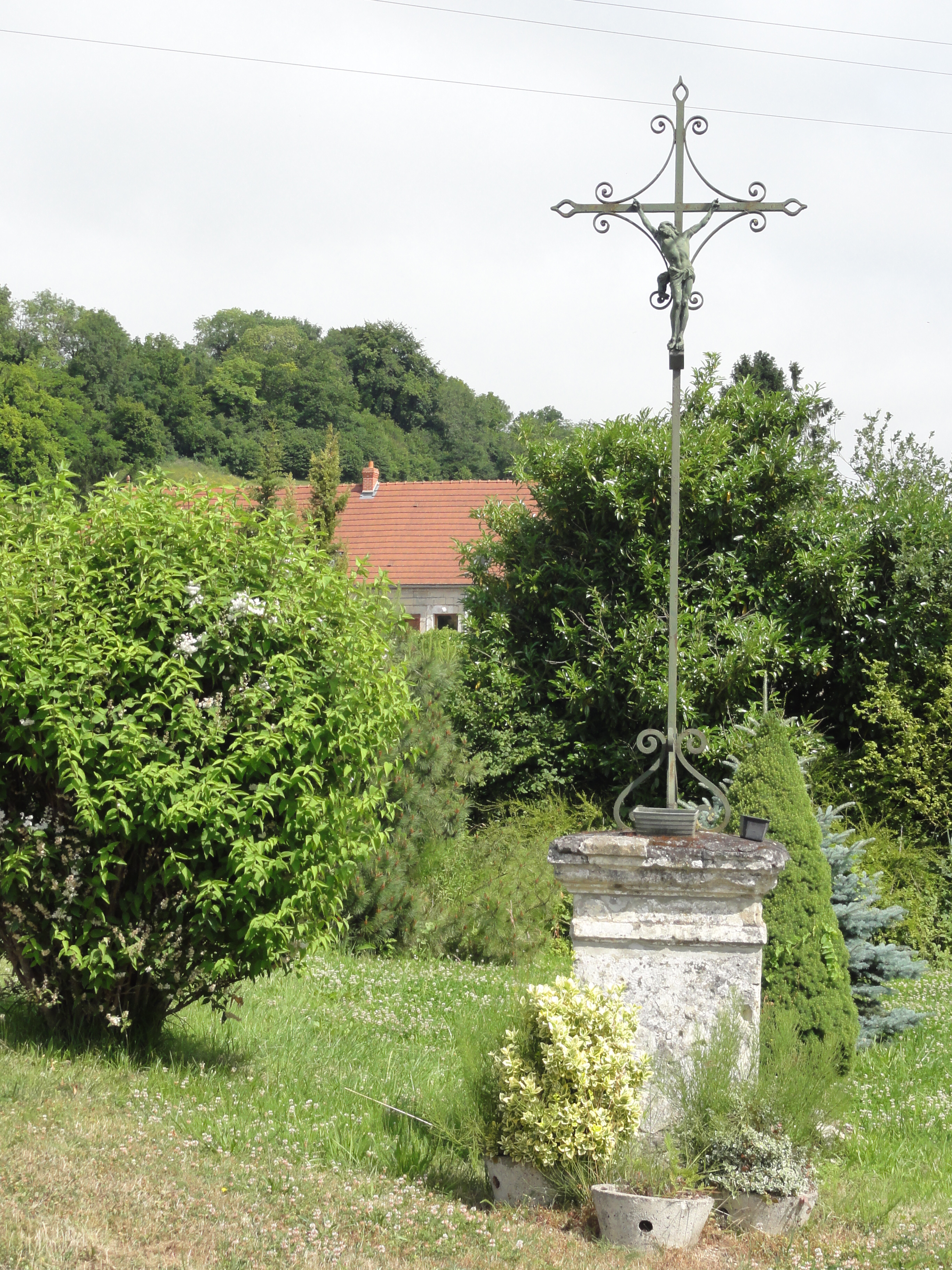
Une croix.